# Schermauer Graben
Der Schermauer Graben ist ein linker Nebenlauf des Asenbachs in Dingolfing, Niederbayern, und neben den beiden Quellbächen des Asenbachs der einzige. Er hat seinen Ursprung im Weiler Mietzing, fließt von dort in nordöstliche Richtung, und mündet 1090 Meter unterhalb (nördlich) des Zusammenflusses der beiden Quellbäche Holzhauser Graben und Aubach im Weiler Unterbubach in den Asenbach. Er ist benannt nach dem Dingolfinger Ortsteil Schermau, den er durchfließt.
Das Gewässer ist auf der amtlichen Karte nicht namentlich bezeichnet. Ebenso steht der Name nicht im Gewässerverzeichnis, sondern nur seine Gewässerkennzahl 167584. Laut diesem Gewässerverzeichnis ist der Schermauer Graben 2,98 Kilometer lang und hat ein Einzugsgebiet von 349 Hektar. Dagegen ist der Name des Gewässers auf einer Karte des Ortsgruppe Dingolfing des Bund Naturschutz ergänzt.
Im April 2019 startet die Stadt Dingolfing eine Maßnahme zur Renaturierung des Schermauer Grabens. Die Baumaßnahme soll bis Mitte 2019 abgeschlossen sein, die Kosten betragen rund 200.000 Euro.

## Historische Karte von Apian

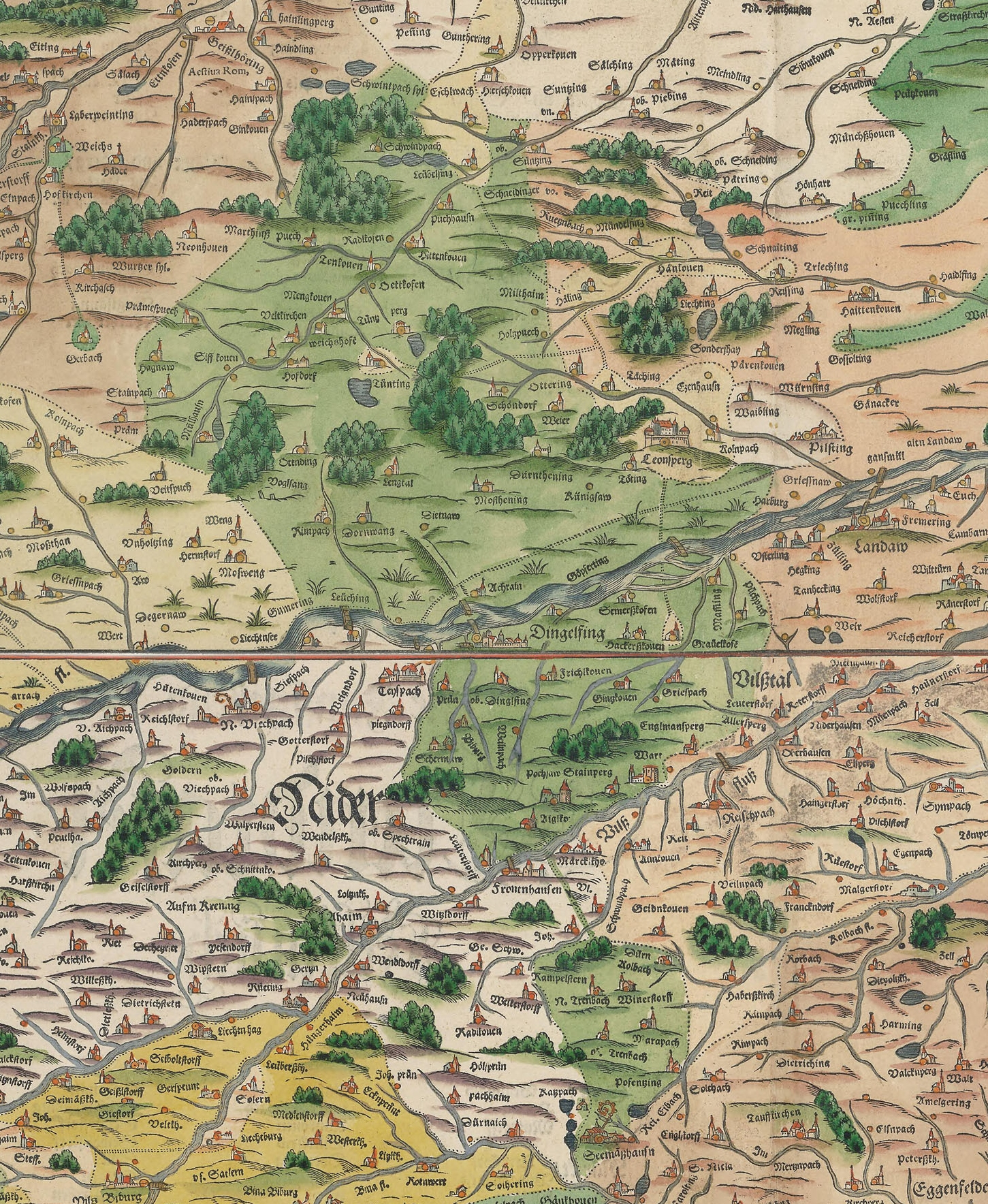
Auf der Karte von Philipp Apian (1568) liegt Biburg (Frauenbiburg) zwischen den eingezeichneten Quellbächen des Asenbachs. Damit muss es sich beim linken Quellbach um den Schermauer Graben und nicht um den eigentlichen Quellbach Holzhauser Graben handeln.